# 蘇燦 (清朝)
蘇燦，浙江钱塘人，清朝政治人物。举人出身。
乾隆四十二年（1777年），擔任清朝廣州府新安縣知縣。后由夏家瑜接任。